# Campbell-Gletscher (Enderbyland)
Der Campbell-Gletscher ist ein Gletscher an der Küste des ostantarktischen Enderbylands. Er fließt in nördlicher Richtung zur Freeth Bay. 
Luftaufnahmen der Australian National Antarctic Research Expeditions aus dem Jahr 1956 dienten seiner Kartierung. Das Antarctic Names Committee of Australia benannte ihn nach S. Michael Campbell, Funker auf der Wilkes-Station im Jahr 1960.